# Pusher
Pusher és una pel·lícula danesa coescrita i dirigida per Nicolas Winding Refn, estrenada el 1996. Ha estat doblada al català.
El film va obtenir un important èxit a Dinamarca, així com a d'altres països europeus. Aquest film és el primer d'una trilogia. És aquest llargmetratge qui ha llançat la carrera de Nicolas Winding Refn. l'any 2012, un remake en llengua anglesa ha estrenada al cinema.

## Argument
El film comença a Copenhague, on Frank, un traficant de poca importància i el seu soci Tonny Triquetnou amb d'heroïna. Frank freqüenta Vic, una prostituta, que li amaga la droga. Frank i Vic tenen una relació estranya, mig enamorats, mig professional.
Frank es llança a una important transacció. Aquesta fracassa a causa de la policia. Es troba amb un enorme deute a prop de Milo, un senyor de la droga sèrbia.
Tot el film explica la persecució de Frank per tornar aquest deute. Es descobreix llavors un medi criminal, format de gent equivocada, de toxicòmans, on cadascun va a trair l'altre.

## Repartiment
- Kim Bodnia: Frank
- Zlatko Burić: Milo
- Laura Drasbæk: Vic
- Slavko Labovic: Radovan
- Mads Mikkelsen: Tonny
- Peter Andersson: Hasse
- Vanja Bajicic: Branko
- Lisbeth Rasmussen: Rita
- Levino Jensen: Mike
- Thomas Bo Larsen: Un toxicòman
- Nicolas Winding Refn: Brian

## Al voltant de la pel·lícula
la trilogia
- Pusher (1996)
- Pusher II: With Blood on My Hands (2004)
- Pusher 3 (2005)

crítica
- "Passeig per l'abisme (...) Val, sobretot, com a curiositat"[3]